# Les Échelles
Les Échelles és un municipi francès situat al departament de la Savoia i a la regió d'Alvèrnia-Roine-Alps. L'any 2007 tenia 1.232 habitants.

## Demografia

### Població
El 2007 la població de fet de Les Échelles era de 1.232 persones. Hi havia 540 famílies de les quals 196 eren unipersonals (80 homes vivint sols i 116 dones vivint soles), 124 parelles sense fills, 128 parelles amb fills i 92 famílies monoparentals amb fills.
La població ha evolucionat segons el següent gràfic:
Habitants censats

### Habitatges
El 2007 hi havia 637 habitatges, 553 eren l'habitatge principal de la família, 32 eren segones residències i 52 estaven desocupats. 293 eren cases i 343 eren apartaments. Dels 553 habitatges principals, 273 estaven ocupats pels seus propietaris, 253 estaven llogats i ocupats pels llogaters i 26 estaven cedits a títol gratuït; 10 tenien una cambra, 56 en tenien dues, 140 en tenien tres, 168 en tenien quatre i 178 en tenien cinc o més. 298 habitatges disposaven pel capbaix d'una plaça de pàrquing. A 278 habitatges hi havia un automòbil i a 176 n'hi havia dos o més.

### Piràmide de població
La piràmide de població per edats i sexe el 2009 era:
| Homes | Edats   | Dones |
| ----- | ------- | ----- |
| 1     | 95 o +  | 1     |
| 1     | 90 a 94 | 4     |
| 13    | 85 a 89 | 11    |
| 7     | 80 a 84 | 9     |
| 14    | 75 a 79 | 23    |
| 21    | 70 a 74 | 53    |
| 36    | 65 a 69 | 40    |
| 17    | 60 a 64 | 45    |
| 24    | 55 a 59 | 30    |
| 39    | 50 a 54 | 42    |
| 45    | 45 a 49 | 45    |
| 58    | 40 a 44 | 28    |
| 41    | 35 a 39 | 55    |
| 47    | 30 a 34 | 39    |
| 44    | 25 a 29 | 52    |
| 31    | 20 a 24 | 27    |
| 31    | 15 a 19 | 37    |
| 59    | 10 a 14 | 47    |
| 36    | 5 a 9   | 53    |
| 24    | 0 a 4   | 37    |

## Economia
El 2007 la població en edat de treballar era de 805 persones, 609 eren actives i 196 eren inactives. De les 609 persones actives 556 estaven ocupades (307 homes i 249 dones) i 53 estaven aturades (21 homes i 32 dones). De les 196 persones inactives 54 estaven jubilades, 80 estaven estudiant i 62 estaven classificades com a «altres inactius».

### Ingressos
El 2009 a Les Échelles hi havia 522 unitats fiscals que integraven 1.170,5 persones, la mediana anual d'ingressos fiscals per persona era de 16.658 €.

### Activitats econòmiques
Dels 86 establiments que hi havia el 2007, 3 eren d'empreses extractives, 3 d'empreses alimentàries, 8 d'empreses de fabricació d'altres productes industrials, 8 d'empreses de construcció, 21 d'empreses de comerç i reparació d'automòbils, 6 d'empreses de transport, 5 d'empreses d'hostatgeria i restauració, 1 d'una empresa d'informació i comunicació, 5 d'empreses financeres, 2 d'empreses immobiliàries, 6 d'empreses de serveis, 10 d'entitats de l'administració pública i 8 d'empreses classificades com a «altres activitats de serveis».
Dels 27 establiments de servei als particulars que hi havia el 2009, 1 era una oficina d'administració d'Hisenda pública, 1 gendarmeria, 1 oficina de correu, 2 oficines bancàries, 1 funerària, 6 tallers de reparació d'automòbils i de material agrícola, 1 guixaire pintor, 2 fusteries, 3 lampisteries, 1 electricista, 2 perruqueries, 3 restaurants, 2 agències immobiliàries i 1 saló de bellesa.
Dels 10 establiments comercials que hi havia el 2009, 1 era una gran superfície de material de bricolatge, 1 una botiga de menys de 120 m², 2 fleques, 1 una carnisseria, 2 llibreries, 2 drogueries i 1 una floristeria.
L'any 2000 a Les Échelles hi havia 9 explotacions agrícoles que ocupaven un total de 188 hectàrees.

## Equipaments sanitaris i escolars
Els 2 equipaments sanitaris que hi havia el 2009 eren farmàcies.
El 2009 hi havia una escola elemental. Les Échelles disposava d'un col·legi d'educació secundària amb 230 alumnes.

## Poblacions més properes
El següent diagrama mostra les poblacions més properes.